# Mésanger
Mésanger (bretonsko Mezansker) je naselje in občina v francoskem departmaju Loire-Atlantique regije Loire. Leta 2012 je naselje imelo 4.571 prebivalcev.

## Geografija
Kraj leži v pokrajini Bretaniji 40 km severovzhodno od Nantesa.

## Uprava
Občina Mésanger skupaj s sosednjimi občinami Anetz, Ancenis, Belligné, Bonnœuvre, La Chapelle-Saint-Sauveur, Couffé, Le Fresne-sur-Loire, Maumusson, Montrelais, Oudon, Pannecé, Le Pin, Pouillé-les-Côteaux, La Roche-Blanche, La Rouxière, Saint-Géréon, Saint-Herblon, Saint-Mars-la-Jaille, Saint-Sulpice-des-Landes, Varades in Vritz sestavlja kanton Ancenis s sedežem v Ancenisu; slednji je tudi sedež okrožja Ancenis.

## Zanimivosti
- graščina manoir de la Quétraye iz 15. stoletja,
- dvorec château du Pas-Nantais iz 16. do 19. stoletja,
- dvorec château de la Varenne iz 17. do 18. stoletja,
- dvorec château de la Hardière iz 18. stoletja,
- mlin La Quétraye iz 18. stoletja,
- cerkev sv. Petra iz 19. stoletja,
- hrastov drevored, nekatera drevesa so starejša od 200 let, povezuje cerkev sv. Petra in graščino Quétraye.